# Trigonarthron
Trigonarthron is een kevergeslacht uit de familie van de boktorren (Cerambycidae). De wetenschappelijke naam van het geslacht werd voor het eerst geldig gepubliceerd in 1912 door Boppe.

## Soorten
Trigonarthron omvat de volgende soorten:
- Trigonarthron antongilianum Villiers, 1984
- Trigonarthron cinnabarinum Boppe, 1913
- Trigonarthron incertum Villiers, 1984